# Amt Tessin-Land

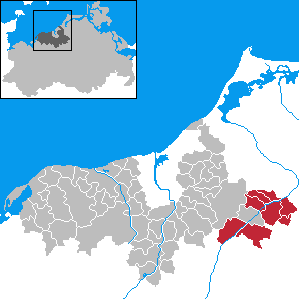
Amt Tessin-Land im ehemaligen Landkreis Bad Doberan

Im Amt Tessin-Land im Landkreis Rostock in Mecklenburg-Vorpommern waren seit 1992 die acht Gemeinden Cammin, Gnewitz, Grammow, Nustrow, Selpin, Stubbendorf, Thelkow und Zarnewanz zur Erledigung ihrer Verwaltungsgeschäfte zusammengeschlossen. Der Amtssitz befand sich in der nicht amtsangehörigen Stadt Tessin.
Nach der Amtsauflösung bilden die acht Gemeinden und die Stadt Tessin seit dem 1. Januar 2005 das neue Amt Tessin.